# Easton (Teksas)
Easton je grad u američkoj saveznoj državi Teksas. Prema popisu stanovništva iz 2010. u njemu je živjelo 510 stanovnika.